# Margraviatul Istriei

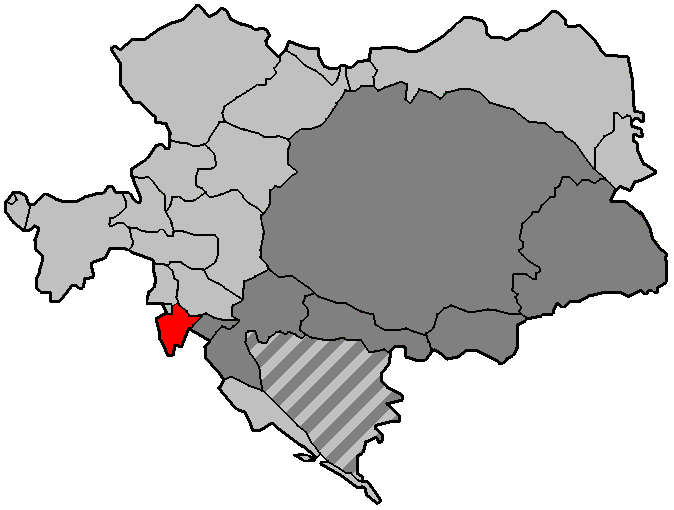
Margraviatul Istriei în Austro-Ungaria.

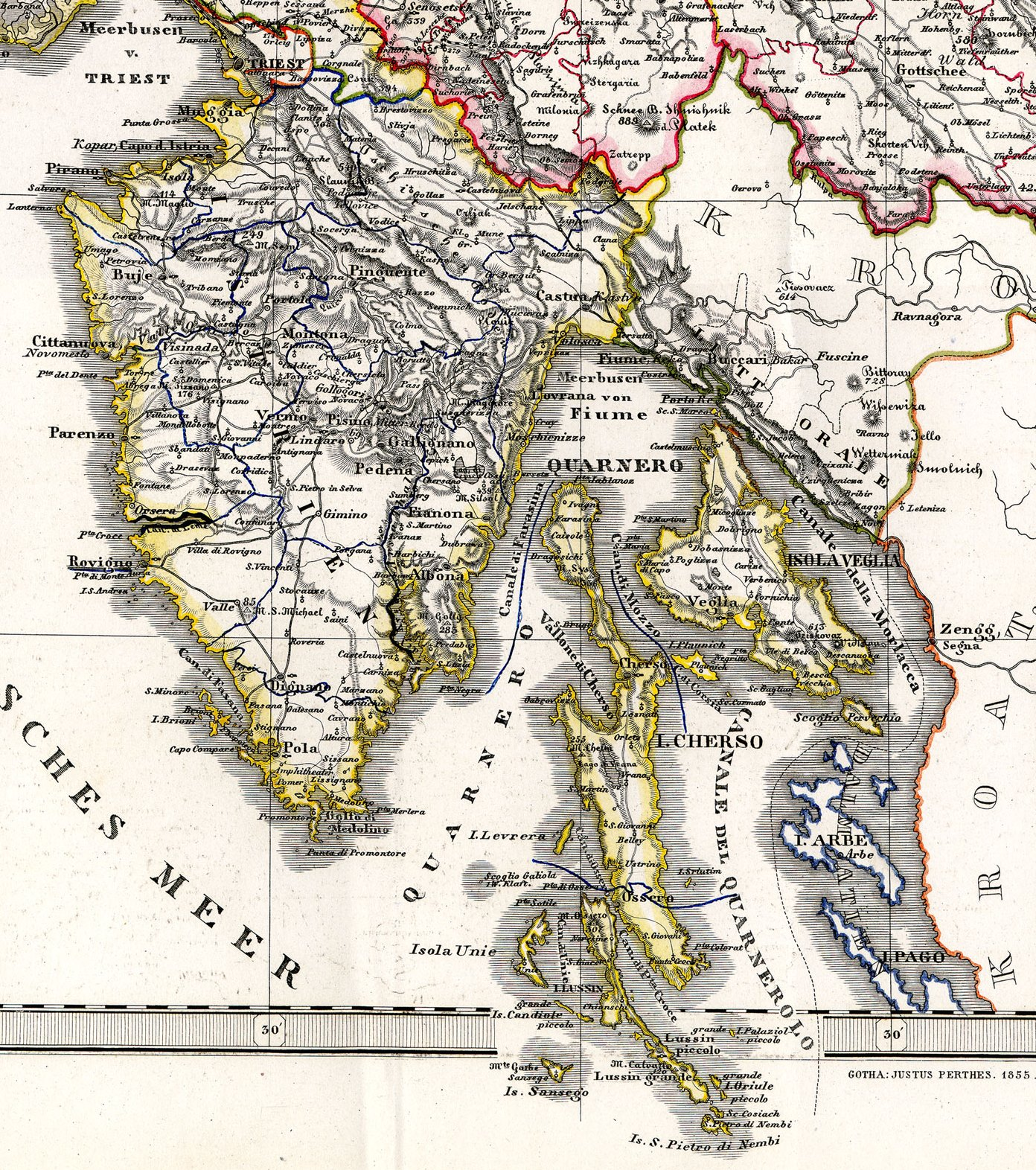
Hartă contemporană Margraviatului Istriei

Margraviatul Istriei (în germană Markgrafschaft Istrien, în italiană Marchesato d’Istria, în croată Markgrofovija Istra, în slovenă Mejna grofovija Istra) a fost o monarhie de pe coasta Adriaticii, care a existat pe teritoriul peninsulei Istria.
Ajunsă în cadrul Monarhiei Habsburgice în 1797, țara a fost restructurată ca țară a Coroanei autonomă în 1849 și și-a păstrat acest statut pînă la dispariția ei în 1918. Din 1804 a făcut parte din Imperiul Austriac, iar începând cu 1867 din uniunea reală a Austro-Ungariei în cadrul căreia Istria aparținea Cisleithaniei. 
La sfârșitul Primului Război Mondial, țara a fost anexată de Regatul Italiei.
Capitala margraviatului a fost Poreč, care astăzi se află în Croația.